# Анрі Гійом Галеотті
Анрі Гійом Галеотті (фр. Henri-Guillaume Galeotti; 1814—1858) — бельгійський ботанік французького походження.

## Біографія
Анрі Гійом Галеотті народився 10 вересня 1814 року у Парижі. Навчався географії та біології у Брюссельському географічному училищі (Etablissement Géographique de Bruxelles). У 1835 році закінчив Училище з дисертацією з географії Брабанту. Згодом Галеотті вирушив до Мексики, де збирав і визначав зразки рослин. У 1840 році повернувся до Бельгії і став працювати в розпліднику під Брюсселем. Також він листувався з Мартіном Мартенсом, з яким вони разом визначали і описували зразки рослин, привезені з Мексики. У 1852 році Галеотті призначили головним редактором журналу Journal d'Horticulture Pratique. У 1853 році він став директором Брюссельського ботанічного саду. У 1857 році почав видавати журнал Ботанічного саду Bulletin de la Société Royale d'Horticulture de Belgique et du Jardin botanique de Bruxelles. Анрі-Гійом Галеотті помер у 1858 році від туберкульозу.

## Роди, названі на честь А.-Г. Галеотті[3]
- Galeottia A.Rich., 1845
- Galeottiella Schltr., 1920

## Публікації
- Mémoire sur la constitution géognostique de la province de Brabant, 1837.
- Mémoire sur les fougères du Mexique, et considerations sur la géographie botanique de cette contrée; with Martin Martens (1842).
- "Enumeratio synoptica plantarum phanerogamicarum ab Henrico Galeotti in regionibus Mexicanis collectarum : [Bruxelles 1842-1845]. Oct. (Enum. pl. Galeotti)"; у співавторстві з Мартіно Мартенсом.[4]